# 普莱讷河
普莱讷河（法語：Plaine，法語發音：[plɛn] ⓘ）是法国大東部大區默尔特-摩泽尔省、下莱茵省与孚日省的河流，是默尔特河的右支流，长34.3千米。